# دودمان کسرانی
کسرانیان شاخه‌ای از شروان‌شاهان بودند که برای ۳۸۷ سال بر شروان فرمان راندند. واژه «کسرا» از نام پادشاه افسانه‌ای کیخسرو آمده و نشان‌دهنده تغییر سنت‌های نام‌گذاری از عربی به فارسی در این خاندان و بخشی از تلاش آن‌ها برای انکار ریشه‌های عربی خود و ادعای ریشه گرفتن از ساسانیان و کیانیان بود.

## شاهان
| - ۱- منوچهر بن یزید (۴۱۸ ق) - ۲- ابومنصور علی (دوم) بن یزید (۴۲۵ ق) - ۳- قباد بن یزید (۴۳۵ ق) - ۴- بختنصر علی (سوم) بن احمد بن یزید (۴۴۱ ق) - ۵- سالار بن یزید - ۶- فریبرز بن سالار (حدود ۴۵۵ ق) 1. منوچهر (دوم) پسر فریبرز 2. فریدون بن فریبرز 3. منوچهر سوم پسر فریدون 4. فریدون (دوم) بن منوچهر - ۱۱- اخستان یکم پسر منوچهر (حدود ۵۵۶ ق) | 1. شاهنشاه بن منوچهر 2. فریبرز (دوم) بن آفریدون - ۱۴- فرخزاد بن منوچهر (حدود ۵۶۶ ق) - ۱۵- گشتاسب بن فرخزاد (حدود ۶۲۲ ق) - ۱۶- علاءالدین فریبرز (سوم) بن گشتاسب (حدود ۶۲۲ ق) - ۱۷- اخستان (دوم) بن فریبرز (۶۴۹ ق) - ۱۸- فرخزاد (دوم) بن اخستان (۶۸۰ ق) 1. اخستان (سوم) بن فرخزاد 2. کیکاوس بن اخستان - ۲۱- کیقباد بن فرخزاد (حدود ۷۱۷ ق) 1. کاوس بن کیقباد 2. هوشنگ بن کاوس |  |